# Axel Kort
Axel Kort (ur. 5 listopada 1988 w Schwerin) – niemiecki wioślarz.

## Osiągnięcia
- Mistrzostwa Świata U-23 – Glasgow 2007 – dwójka bez sternika wagi lekkiej – 4. miejsce[1].
- Mistrzostwa Europy – Ateny 2008 – czwórka bez sternika wagi lekkiej – 10. miejsce[1].